# أطلس (خرائط)

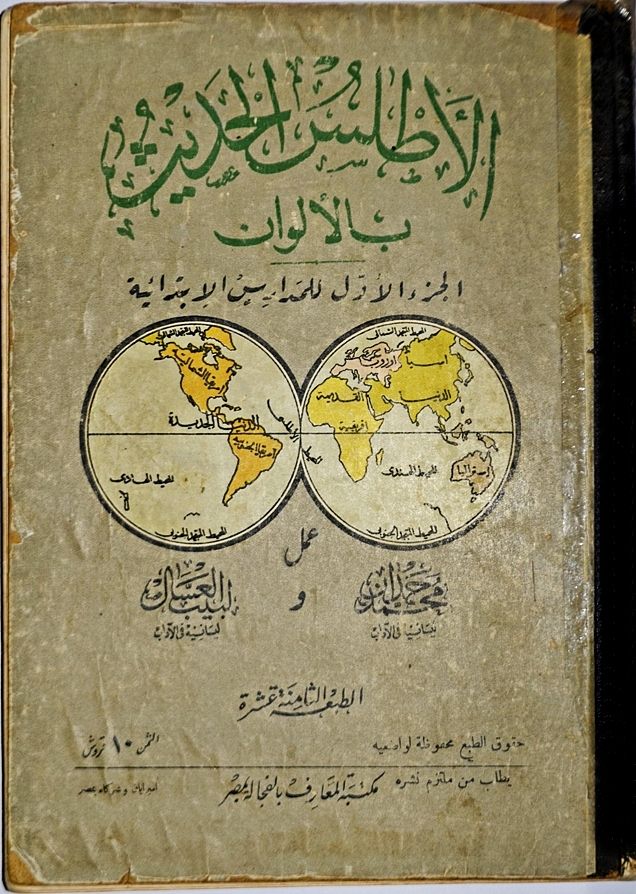
الأطلس الحديث، وهو أطلس للعالم، طبع في بداية العشرينات من القرن الـ20 بالقاهرة.

أطلس هو كتاب يحوي مجموعة خرائط جغرافية عن الأرض أو منطقة محددة من الأرض مرتبطة بموضوع محدد، فقد تكون خرائط عامة مثل أطلس العالم. أو خرائط عن قارة بذاتها أو إقليم بذاته، مثل أطلس أفريقيا وأطلس العالم العربي. أو ربما يكون الأطلس يحوي خرائط خاصة بدولة ما أو تقسيم إداري أصغر كالمحافظات والولايات.
وهناك أيضاً أطالس تاريخية تحوي خرائط تاريخية، مثل خرائط تتعلق بالدولة العثمانية أو الدولة الرومانية وغيرها. وتتميز العديد من الأطالس بإحصاءات جيوسياسية واجتماعية ودينية واقتصادية. وفيها أيضًا معلومات عن الخريطة والأماكن فيها.
ومع تقدم التكنولوجيا، أصبح الأطلس منتشراً على أقراص مدمجة، في محاولة لإحلال الأطلس الإلكتروني على الحاسب بدلاً من الأطالس الورقية.

## أصل التسمية
يعود أول استخدام لكلمة «أطلس» في سياق جغرافي إلى عام 1595م، عندما نشر الجغرافي الألماني جيراردوس مركاتور كتابه الذي سماه: (أطلس أو تأملات كونية عند نشوء الكون، والكون كما تم إنشاؤه). ويعطي هذا العنوان تعريفا لكلمة (أطلس) على أنها كلمة تعني وصفًا للخلق وشكل للكون بأكمله، فهذا التعريف بحسب ميركاتور لا يقتصر فقط على مجموعة من الخرائط بل يشمل الكون كله.
بعد وفاه ميركاتور بعام واحد، تمت إعادة نشر كتابه كمجلد كبير يحتوي على الكثير من المعلومات، ومع مرور الوقت ظهرت نسخ معدلة مختلفة لهذا المجلد، فتحول في النهاية إلى كتاب يحتوي على مجموعة من الخرائط فقط، وفي منتصف القرن السابع عشر استخدمت كلمة (أطلس) لأول مرة لوصف الكتاب الذي يجمع عددا من الخرائط، ولازالت نفس الكلمة مستخدمة حتى يومنا هذا.
في الأساطير اليونانية، عرف الإله العملاق المسمى «أطلس» والذي كان مشهورا بحمله قبه السماء على كتفيه، لذا فإنه من المرجح أن كلمة (أطلس) التي صاغها ميركاتور، كانت علامة على احترامه للإله أطلس ولتيتان (مجموعة من الآله العمالقة في الأساطير اليونانية)، الذين كان يعتبرهم ميركاتور معلمو الجغرافيا الأوائل.

## التاريخ
أول عمل يحتوي على خرائط مرتبة بشكل منتظم وحجم موحد ويمثل أول أطلس حديث قام به رسام الخرائط الإيطالي بيترو كوبو في أوائل القرن السادس عشر، ولكن لم يتم نشره في ذلك الوقت، لذلك لا يعتبر فعليا هو الأطلس الأول. بدلاً من ذلك، تم أعتبار مجموعة خرائط «ثيتروم أوربيس تيراروم» أو ما تسمى «خرائط مسرح العالم» هو أول أطلس حديث معاصر، قام بكتابته رسام الخرائط أبراهام أورتيليوس وطُبع عام 1570.